# John Nettles

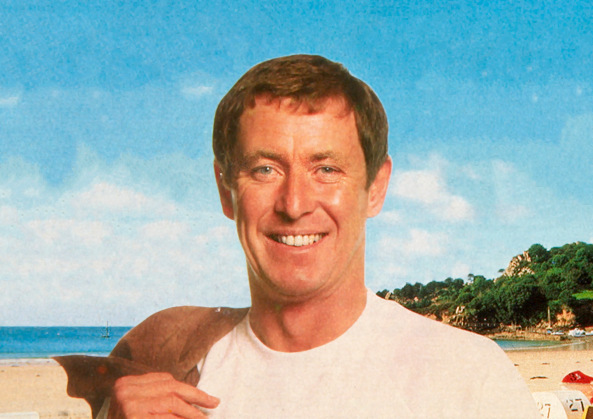
De jonge Nettles op Jersey

John Vivian Drummond Nettles O.B.E. (St Austell, Cornwall, 11 oktober 1943) is een Britse acteur, bekend van zijn rollen in de politieseries Bergerac (1981-1991) en Midsomer Murders (1997-2011). Daartussenin heeft hij deel uitgemaakt van de Royal Shakespeare Company.

## Loopbaan
Hij studeerde filosofie en geschiedenis aan de Universiteit van Southampton, waar hij voor het eerst op de planken stond. Daarna trad hij toe tot de Royal Court Company in Londen en tot toneelgezelschappen in Manchester en Exeter. Zijn filmdebuut was in 1970 een kleine rol in One More Time. In 1971 en 1972 speelde Nettles de rol van dokter Ian McKenzie in de Britse dramaserie A Family At War over de belevenissen van een Liverpoolse familie in het turbulente tijdperk van de Tweede Wereldoorlog.  
Nettles werd tussen 1981 en 1991 vooral bekend door zijn rol op het kanaaleiland Jersey als Detective Sergeant (DS) Jim Bergerac in de 87 afleveringen van de serie Bergerac. Daarna speelde hij vijf jaar bij de Royal Shakespeare Company. Hij was ook te zien in een aantal speelfilms. Hij kwam in 1997 terug op de televisie in Midsomer Murders, waarin hij Detective Chief Inspector (DCI) Tom Barnaby speelde, die moordzaken onderzocht in een landelijk gebied van pittoreske dorpen. Na dertien jaar en 81 afleveringen besloot Nettles met deze serie te stoppen. Zijn rol werd overgenomen door Neil Dudgeon als DCI John Barnaby, een neef van Tom Barnaby.
John Nettles was ook te horen als voice-over bij de BBC-serie Airport over de handel en wandel op Britse luchthavens, waaronder Heathrow.
In het begin van 2010 schreef, regisseerde en presenteerde Nettles een driedelige documentaire The Channel Islands At War ter gelegenheid van de 70e verjaardag van de Duitse invasie en de daaropvolgende bezetting van de Kanaaleilanden. Hij ontving dreigbrieven van enkele bewoners van Jersey, die hem ervan beschuldigden dat hij insinueerde dat de eilandbewoners collaborateurs waren. Hij verdedigde de documentaire met de woorden: "Er was geen enkele manier voor de burgerbevolking om samenwerking met de bezettende macht te ontlopen. Bij weigering zou men doodgeschoten worden".

## Boeken
Tijdens het filmen van Bergerac op het eiland Jersey schreef hij Bergerac Jersey (BBC Books, 1988), een reisgids over de filmlocaties in de serie. Zijn volgende boek was: John Nettles' Jersey: A Personal View of the People and Places (BBC Books, 1992) over het eiland, het landschap, de persoonlijkheden en de geschiedenis. In 1991 schreef hij het semi-autobiografische boek Nudity in a Public Place: Confessions of a Mini Celebrity (Robson Books, 1991) over Bergeracs veroveringen bij de vrouwelijke kijkers.

## Persoonlijk
Nettles is geboren in Cornwall. Als baby werd hij geadopteerd. Later kwam hij te weten dat zijn echte moeder uit Ierland afkomstig was, op haar 28-ste was overleden en dat hij nog een broer en twee zussen heeft. De identiteit van zijn echte vader heeft hij niet weten te achterhalen. 
John Nettles was vanaf 1966 getrouwd met Joyce Nettles. Zij scheidden in 1979. Zij werd daarna casting director, onder meer voor Midsomer Murders van 1997 tot 2002. Hun dochter Emma Martins (1971) werd, net als haar vaders personage Bergerac in de fictieve wereld, politie-inspecteur op het eiland Jersey. Met zijn tweede vrouw Cathryn Sealey trouwde Nettles in 1995.